# Kol (Sprache)
Kol (auch Bekol, Bikele-Bikay und Bikele-Bikeng) ist eine Bantusprache und wird von circa 12.000 Menschen in Kamerun gesprochen (Zensus 1988). 
Sie ist im Département Haut-Nyong in der Region Est verbreitet. 

## Klassifikation
Kol ist eine Nordwest-Bantusprache und gehört zur Makaa-Njem-Gruppe, die als Guthrie-Zone A80 klassifiziert wird. 
Sie hat die Dialekte Bikele und Bikeng.